# Meneng

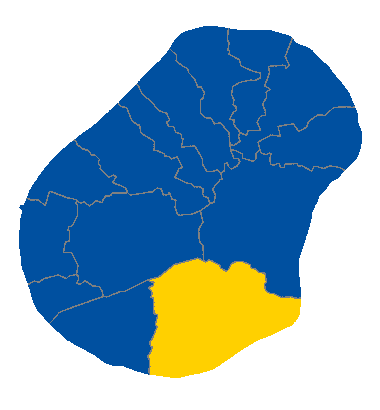
Localização de Meneng

Meneng é um distrito à sudeste da ilha de Nauru, e é um dos dois pontos que divide o "sul" do país do resto da ilha, apresentando traços de maior aglomeração urbana, juntamente com Yaren.
Em Meneng está localizado o hotel mais luxuoso de Nauru, Hotel Menen. É onde está situado também o Palácio do Governo, sede do Poder Executivo, estações sem fio de internet, a gráfica oficial, entre outras coisas.